# Pietro Perna

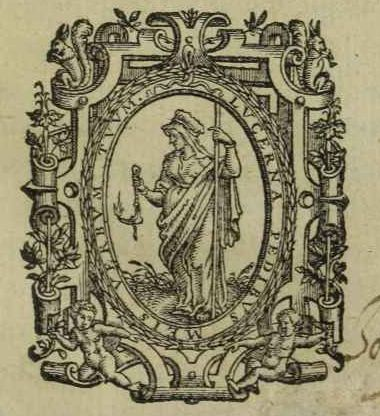

Pietro Perna (ur. w 1522, zm. w 1582) włoski protestant – drukarz w Bazylei.
Pochodził z Lukki. Obawiając się represji za poglądy protestanckie wyjechał z Włoch i w 1542 osiedlił się w Bazylei, gdzie był uczniem Pietro Martire Vermigli. Zaczął pracować jako asystent w drukarni J. Oporinusa i w końcu założył własną drukarnię w Bazylei w 1558, która stała się największą drukarnią w tym mieście. Dzięki kontaktom z włoskimi reformatorami z Padwy, m.in. Lelio Socynem i Celio Secundo Curione mógł drukować ich dzieła. Jego zięciem był znany lekarz z Bazylei Theodor Zwinger.